# Нурагус
Нурагус, Нураґус (італ. Nuragus, сард. Nuragus) — муніципалітет в Італії, у регіоні Сардинія,  провінція Кальярі.
Нурагус розташований на відстані близько 380 км на південний захід від Рима, 65 км на північ від Кальярі.
Населення — 918 осіб (2014).
Щорічний фестиваль відбувається 22 липня. Покровитель — Santa Maria Maddalena.

## Демографія
Населення за роками:

Станом на 1 січня 2023 року в муніципалітеті офіційно проживало 11 іноземців з 6 країн, серед них 6 громадян країн Євросоюзу.

## Сусідні муніципалітети
- Дженоні
- Джестурі
- Ізілі
- Лаконі
- Нураллао